# Episodi di Rizzoli & Isles (seconda stagione)
La seconda stagione della serie televisiva Rizzoli & Isles è stata trasmessa in prima visione negli Stati Uniti d'America dal canale via cavo TNT dall'11 luglio al 26 dicembre 2011.
In Italia la stagione è stata trasmessa in prima visione dai canali pay della piattaforma Mediaset Premium: i primi 10 episodi sono andati inizialmente in onda su Mya dal 15 settembre al 17 novembre 2011, mentre i restanti 5 episodi sono stati trasmessi da Premium Crime dal 23 giugno al 7 luglio 2012. La messa in onda in chiaro per i primi 10 episodi avviene invece su Rete 4 dal 18 dicembre 2013.
| nº | Titolo originale                | Titolo italiano                      | Prima TV USA      | Prima TV Italia   |
| -- | ------------------------------- | ------------------------------------ | ----------------- | ----------------- |
| 1  | We Don't Need Another Hero      | Non abbiamo bisogno di un altro eroe | 11 luglio 2011    | 15 settembre 2011 |
| 2  | Living Proof                    | Prova vivente                        | 18 luglio 2011    | 22 settembre 2011 |
| 3  | Sailor Man                      | Stupratore seriale                   | 25 luglio 2011    | 29 settembre 2011 |
| 4  | Brown Eyed Girl                 | La ragazza dagli occhi scuri         | 1º agosto 2011    | 6 ottobre 2011    |
| 5  | Don't Hate the Player           | Morti sospette                       | 8 agosto 2011     | 13 ottobre 2011   |
| 6  | Rebel Without a Pause           | L'irriducibile ribelle               | 15 agosto 2011    | 20 ottobre 2011   |
| 7  | Bloodlines                      | La congrega delle streghe            | 22 agosto 2011    | 27 ottobre 2011   |
| 8  | My Own Worst Enemy              | Il mio peggior nemico                | 29 agosto 2011    | 3 novembre 2011   |
| 9  | Gone Daddy Gone                 | Omicidio al porto                    | 5 settembre 2011  | 10 novembre 2011  |
| 10 | Remember Me                     | Ricordati di me                      | 12 settembre 2011 | 17 novembre 2011  |
| 11 | Can I Get a Witness?            | Posso avere un testimone?            | 28 novembre 2011  | 23 giugno 2012    |
| 12 | He Ain't Heavy, He's My Brother | Non mi pesa, è mio fratello          | 5 dicembre 2011   | 23 giugno 2012    |
| 13 | Seventeen Ain't So Sweet        | Rimpatriata scolastica               | 12 dicembre 2011  | 30 giugno 2012    |
| 14 | Don't Stop Dancing, Girl        | Continua a ballare, ragazza          | 19 dicembre 2011  | 30 giugno 2012    |
| 15 | Burning Down the House          | Bruciando la casa                    | 26 dicembre 2011  | 7 luglio 2012     |

## Non abbiamo bisogno di un altro eroe
- Titolo originale: We Don't Need Another Hero
- Diretto da: Michael Zinberg
- Scritto da: Janet Tamaro

### Trama
Dopo la cerimonia per celebrare le imprese eroiche di soldati in missione e di Jane dopo l'assalto al dipartimento, una bomba esplode travolgendo l'auto su cui viaggiava Abby. La donna, appena premiata per il suo gesto eroico in Afganistan, era tornata a essere una civile e aveva confidato a Jane di essere odiata dai suoi commilitoni. Jane, non ancora reintegrata, cerca in tutti i modi di aiutare Frost e Korsak nelle indagini. Grazie alle scrupolose indagini e intuizioni della dottoressa Isles, Jane riesce a risolvere il caso. Intanto Jane deve fare i conti anche con la sua vita privata: non si è ancora ripresa del tutto dopo essere stata ferita e, inoltre, deve affrontare il divorzio dei suoi genitori.

## Prova vivente
- Titolo originale: Living Proof
- Diretto da: Bethany Rooney
- Scritto da: Dee Johnson

### Trama
Tracy viene accoltellata mentre si trova in un bosco. La ragazza, viene soccorsa da un uomo che la porta nel posto più vicino per chiedere aiuto. Lì, in una spa, si trovano Maura e Jane che subito prestano soccorso. La ragazza muore dissanguata, ma Maura riesce a far nascere il bambino con un cesareo d'urgenza. Durante le indagini Jane scopre che la ragazza in realtà si chiamava Mary e aveva un marito che fa il pescatore; mentre Maura scopre che la ragazza era una madre surrogata. Il caso si complica quando alla centrale di polizia si presentano due famiglie dichiarando di essere i genitori del bambino.

## Stupratore seriale
- Titolo originale: Sailor Man
- Diretto da: Michael Zinberg
- Scritto da: Joel Fields

### Trama
Una ragazza viene uccisa dopo aver trascorso una serata in un bar. I sospetti ricadono su un ragazzo, un marinaio, con cui la ragazza si era intrattenuta. Il delitto è avvenuto durante la "settimana della flotta", il raduno dei marinai a Boston e Jane dovrà scontrarsi con la Marina Militare,in particolare con l'ammiraglio Frost (il padre del partner di Jane). Nel frattempo viene trovata un'altra ragazza in gravi condizioni: anche lei ha subito uno stupro brutale. Dopo poco la ragazza muore e le indagini di Jane sono a un punto morto. Finché, guardando i filmati dell'hotel in cui alloggiava la seconda vittima, riescono a capire che l'assassino è un finto marinaio.

## La ragazza dagli occhi scuri
- Titolo originale: Brown Eyed Girl
- Diretto da: Mark Haber
- Scritto da: Julie Hébert

### Trama
Mandy, la figlia tredicenne dell'ex partner di Jane, viene rapita. Mentre Jane cerca di capire cosa sia successo, viene trovato il corpo di una ragazza nel bosco: si tratta di una diciassettenne scomparsa qualche anno prima. Sembra che sia stata rapita dalle stesse persone che ora hanno preso Mandy e probabilmente è stata uccisa proprio dopo aver preso la ragazzina. La squadra scopre che chi ha rapito Mandy aveva chattato con lei facendosi passare per la sua migliore amica, attirandola, così, in trappola. Tutta la squadra farà una corsa contro il tempo per salvare Mandy.

## Morti sospette
- Titolo originale: Don't Hate the Player
- Diretto da: Holly Dale
- Scritto da: David Gould e Janet Tamaro

### Trama
Negli spogliatoi di una squadra professionistica di baseball, viene trovato il corpo di Ron Mackenna. All'inizio sembrava un incidente, ma Maura ha subito capito che si trattava di omicidio. Durante le indagini si scopre che Mackenna era stato assunto per far disintossicare dall'alcol la star della squadra, Mario Vega. I sospetti si concentrano su di lui, fino a quando rimane ucciso in un incidente stradale. Maura scopre che qualcuno lo stava avvelenando e molto probabilmente si tratta di qualcuno che fa parte della squadra. Jane e suoi in breve tempo riescono a individuare il colpevole.

## L'irriducibile ribelle
- Titolo originale: Rebel Without a Pause
- Diretto da: Nelson McCormick
- Scritto da: Elizabeth Benjamin e Janet Tamaro

### Trama
Durante la rievocazione storica della guerra di indipendenza uno dei figuranti rimane ucciso. La squadra si mette subito al lavoro e Maura mostra grande entusiasmo in quanto appassionata di storia. Mentre cercano di capire chi sia questo cecchino, come viene soprannominato dalla stampa, un altro uomo viene trovato morto. Dalle autopsie Maura scopre che il cecchino ha problemi di mira: il primo uomo è stato colpito perché il proiettile è rimbalzato su un cannone, mentre il secondo uomo è morto di infarto causato dalla paura dopo aver sentito gli spari. Mentre la squadra indaga, Maura riceve la visita di sua madre e la cosa le mette un po' ansia.

## La congrega delle streghe
- Titolo originale: Bloodlines
- Diretto da: Michael Zinberg
- Scritto da: Elizabeth Benjamin e Dee Johnson

### Trama
In un campo viene trovato il corpo carbonizzato di una donna. Dopo averla identificata, Jane, Korsak e Frost si recano a casa sua e scoprono che la vittima praticava l'arte della stregoneria insieme ad altri tre ragazzi. Mentre la squadra indaga, Frankie affronta la sua ex Theresa: dopo anni è tornata con una bambina, dicendo che Frankie è il padre. Jane e Angela non sono molto contente e Frankie sembra infastidito dal loro comportamento, ma dopo aver fatto il test di paternità si scopre che Lily non è sua figlia.

## Il mio peggior nemico
- Titolo originale: My Own Worst Enemy
- Diretto da: Terrence O'Hara
- Scritto da: Joel Fields e Emilia Serrano

### Trama
Un uomo viene ucciso e suo figlio rimane ferito. Jane, Maura e tutta la squadra iniziano a indagare ma subito dopo viene trovato un altro cadavere: l'uomo che era il principale sospettato. I sospetti sembrano concentrarsi sul figlio della prima vittima, ma indagando su di lui Jane arriva al vero colpevole. Intanto dal passato di Maura arriva un uomo, un dottore che rifornisce di medicinali i paesi dell'Africa.

## Omicidio al porto
- Titolo originale: Gone Daddy Gone
- Diretto da: Fred Toye
- Scritto da: David Gould e Dee Johnson

### Trama
Al porto viene trovata una macchina con all'interno una tale quantità di sangue da far pensare che sia stata uccisa una persona. Mentre la squadra è lì per i rilievi, il cadavere riaffiora dall'acqua: è una ragazza con un punteruolo piantato nel petto. Il punteruolo è la "firma" di Paddy Doyle, boss della mafia irlandese e padre biologico di Maura, quindi i sospetti si concentrano su di lui. Poco dopo viene trovato il cadavere del braccio destro di Doyle mentre quest'ultimo, ferito, va a casa di Maura per farsi curare. Doyle giura a sua figlia di non aver ucciso la ragazza e le consiglia di usare la scienza per provare che lui non è il colpevole e quindi trovare il vero assassino. Maura, così, si mette al lavoro per cercare il dettaglio che farà risolvere il caso.

## Ricordati di me
- Titolo originale: Remember Me
- Diretto da: Randy Zisk
- Scritto da: David J. North e Janet Tamaro

### Trama
Un uomo viene pugnalato in prigione nel giorno della sua scarcerazione. Quando Jane, Maura e Korsak arrivano nell'infermeria per ispezionare il cadavere scoprono che nel letto accanto a quello in cui si trova il cadavere c'è Hoyte il serial killer che perseguita Jane. Hoyte subito da inizio alle sue farneticazioni e Jane rimane turbata dalle sue parole tanto da pensare che sia collegato al caso. Intanto Maura scopre che la vittima aveva ingerito un palloncino al cui interno c'erano dei denti appartenuti a quattro persone diverse. Andando avanti con le indagini Jane è sempre più convinta che Hoyte sia legato al caso e quando chiede al carcere il permesso di poterlo incontrare ne avrà la conferma. Hoyte, infatti, la attirerà a sé, con la complicità di una guardia della prigione e nuovo apprendista cercherà di uccidere lei e Maura e confesserà l'omicidio del ragazzo. Alla fine, dopo una colluttazione, Jane uccide Hoyte piantandogli un bisturi nel petto, mentre Korsak fredda la guardia. L'episodio si conclude con la festa a sorpresa per il compleanno di Jane organizzata da sua madre.

## Posso avere un testimone?
- Titolo originale: Can I Get a Witness?
- Diretto da: Andy Wolk
- Scritto da: Janet Tamaro e Elizabeth Benjamin

### Trama
Un uomo afroamericano viene ucciso da uno spacciatore mentre è impegnato a riqualificare un quartiere difficile della città. L'uomo viene ucciso sotto gli occhi di Dante, un ragazzo che cercava di tenere lontano dalla strada e dalla violenza. Dante ha subito testimoniato, svelando il nome dell'assassino diventando, così, il super testimone di Jane. Ma proprio alla vigilia del processo Dante viene ucciso nonostante sia sotto sorveglianza. Jane, Korsak e Frost cercano di tenere in piedi il processo che, senza testimone, non ha ragione di esistere. Ma Korsak sostiene di avere un testimone confidenziale, il problema è che non sa dove trovarlo e non vuole svelare il suo nome per proteggerlo. Grazie a una intuizione di Jane riusciranno a trovare il testimone (che è la fidanzata di Dante) e grazie alle eccellenti competenze di Maura riusciranno a capire come abbia fatto Dante a eludere la sorveglianza e uscire dalla stanza.

## Non mi pesa, è mio fratello
- Titolo originale: He Ain't Heavy, He's My Brother
- Diretto da: Steve Robin
- Scritto da: David Gould e Dee Johnson

### Trama
Jane e la sua squadra vengono chiamati a indagare su una rapina in banca finita con l'uccisione del direttore. Durante le indagini Jane e la squadra sono costretti a collaborare con un agente dell'FBI che indagava su un'altra rapina avvenuta due settimane prima. Qualche ora dopo la rapina il principale sospettato viene trovato morto. Intanto l'FBI arresta Tommy: sospettano abbia partecipato alla rapina. Jane con l'aiuto della squadra riuscirà a dimostrare che Tommy è innocente e a trovare i veri colpevoli.

## Rimpatriata scolastica
- Titolo originale: Seventeen Ain't So Sweet
- Diretto da: Rod Holcomb
- Scritto da: Shelley Meals e Darin Goldberg

### Trama
Jane partecipa a una cena con ex compagni di classe in compagnia di Maura. Steve, uno degli ex compagni di Jane, dopo i convenevoli iniziali le dice che vorrebbe parlarle. Ma poco dopo viene ucciso. La squadra si mette subito al lavoro e interroga i presenti. Ma poco dopo viene trovata morta strangolata Debbie, anche lei ex compagna di liceo di Jane e poi ancora un'altra donna. Quest'ultima, però, è morta di infarto a causa di un difetto della valvola mitralica che le avevano impiantato. La valvola è stata fabbricata dall'azienda di Steve e il suo socio Rory e da qui Jane concentra i sospetti su Rory. Quest'ultimo viene incriminato solo per la morte dell'ultima donna e di altre due persone morte a causa del malfunzionamento della valvola. Il colpevole della morte di Steve e Debbie è, invece, Kate la moglie di Rory.

## Continua a ballare, ragazza
- Titolo originale: Don't Stop Dancing, Girl
- Diretto da: Mark Haber
- Scritto da: David Gould e Janet Tamaro; sceneggiatura: Janet Tamaro

### Trama
Denise, mamma di una giovane ballerina, viene uccisa mentre sua figlia Dakota si esibiva. Jane e Frost indagano con l'aiuto di Maura che scopre subito che la vittima aveva subito molti interventi e probabilmente percosse. Così Jane e Frost indagano sul suo passato e scoprono che faceva parte del programma di protezione testimoni. Intanto Korsak deve occuparsi di Josh, suo figlio adottivo che non vede da anni, che ha sparato a un poliziotto. Alla fine Jane e Frost riusciranno a trovare il colpevole e Korsak riuscirà a scagionare Josh.

## Bruciando la casa
- Titolo originale: Burning Down the House
- Diretto da: Michael Zinberg
- Scritto da: Janet Tamaro

### Trama
Un vigile del fuoco muore mentre sta cercando si spegnere un incendio sviluppatosi in una fabbrica di jeans. La squadra si mette subito al lavoro e Maura non è affatto convinta che la morte del vigile del fuoco sia accidentale. Intanto, mentre è fuori a cena con sua madre, qualcuno tenta di investire Maura. Ma sua madre la protegge spingendola via, così è lei ad avere la peggio. Viene trasportata in ospedale in gravi condizioni e Maura riceve la visita di Paddy Doyle, suo padre biologico. Intanto Jane scopre che i due casi sono collegati e così tende un tranello al colpevole. Ma sulle sue tracce c'è anche Doyle che vuole proteggere sua figlia. Infatti Doyle colpisce a morte il colpevole, ma si becca anche due pallottole: una esplosa dall'agente Dean dell'FBI e l'altra da Jane. Il tutto sotto gli occhi di Maura che non la prende bene.